# Gomphostemma lacei
Gomphostemma lacei là một loài thực vật có hoa trong họ Hoa môi. Loài này được Mukerjee mô tả khoa học đầu tiên năm 1938.